# Denigomodu
Denigomodu este un district din Nauru cu aprox. 1.700 locuitori și o suprafață de 0,9 km².